# 泽西宗教
澤西島傳統上為信仰基督宗教的地區，澤西島主要的宗教信仰是基督新教聖公宗的英格蘭教會，島上的英國國教和天主教的信徒數量大致相同。聖公宗和天主教信徒佔澤西島人口的一半左右。其他宗教教派包括其他基督教派和其他宗教（如伊斯蘭教，猶太教，錫克教和佛教）。近年來，無宗教者在澤西島一直不斷增長，五分之二的澤西島人口認為沒有宗教信仰。這個數字在35歲以下的澤西島人中上升到52％。

## 歷史

### 基督信仰時代前
在新石器時代，宗教活動的地點是建立了被稱為支石墓的儀式墓地，在La Hougue Bie挖掘出了食品和個人物品，如珠寶，紡錘，陶器，工具和動物骨頭。這些發現表明，新石器時代的宗教信仰可能像許多現代宗教一樣信仰來世，死者的陪葬物與古埃及宗教的埋葬過程相似。

### 基督宗教

#### 凱爾特基督信仰
一些證據表明凱爾特人在澤西島上的教區名稱，特別是澤西島的聖布雷德（Branwalator）和根西島的聖薩姆森（Samson）。除了地名外，沒有其他證據可證明凱爾特基督徒在島上的痕跡了。

#### 宗教改革前的基督信仰
在公元535年和545年之間，聖赫利爾，成為澤西島的主保聖人。在宗教改革期間，澤西島接受了加爾文主義的新教形式，並於1547年以消除天主教會的所有痕跡。

#### 天主教會
澤西島在宗教改革後，又有幾次天主教信徒的移民，特別是在19世紀90年代法國大革命期間，1830年代和1840年代隨著愛爾蘭勞工的湧入，以及19世紀末天主教宗教機構的建立。

#### 法國加爾文主義
澤西島居民在宗教改革期間接受了加爾文主義，特別是在法語小冊子和日內瓦，法國和低地國家的書籍的影響下。

#### 英格蘭教會
澤西島於1569年被改屬到聖公會溫徹斯特教區，但直到1603年約翰·佩頓爵士在詹姆士一世的統治下，英國國教教堂的形式才恢復到澤西島。2014年，教區改屬於聖公會坎特伯雷教區。

#### 衛理教會
1774年，Pierre Le Sueur和Jean Tentin從紐芬蘭回到澤西島，並開始宣傳他們在紐芬蘭時被改信的衛理公會。澤西島的第一位衛理公會牧師於1783年被任命，衛理宗創始人約翰·衛斯理於1787年8月在澤西島傳道。專門為衛理公會崇拜建造的第一座禮拜堂於1809年在聖旺建造。

### 猶太教
猶太人於1843年首次在聖赫利爾建立了猶太教堂。二戰結束後，澤西島的猶太人人口又有增加，1962年在聖布雷拉德成立了一個新的會眾。截至2004年，澤西島猶太人人口估計約為120人。

## 現今澤西島宗教統計
在2015年澤西島社會調查中，54％的成年人表示他們有宗教信仰，39％的人表示不信教，7％的人不確定。在有宗教信仰並提供細節的受訪者中，97％是基督徒，其餘3％是佛教徒，印度教徒，猶太教徒，穆斯林或錫克教徒。基督徒教派分別為英國國教44％，天主教43％，其餘13％基督教派。
| - 衛斯理宗 - 天主教 - 希臘正教會 - 浸信宗 - 普利茅斯弟兄會 - 蘇格蘭教會 - 精神上的基督徒 - 五旬節運動 - 耶和華見證人 | - 耶穌基督後期聖徒教會 - 福音主義 - 貴格會 - 長老宗 - 聯合歸正教會 - 巴哈伊信仰 - 猶太教 - 伊斯蘭教 - 各種異教 |